# جو آن هارديستي
جو آن أ. هارديستي بومان سابقًا،   هي من مواليد 15 أكتوبر 1957 هي سياسية أمريكية ديمقراطية في ولاية أوريغون الأمريكية شغلت منصب مفوضة مدينة بورتلاند من عام 2019 إلى عام 2022. عملت سابقًا في مجلس النواب في ولاية أوريغون من عام 1995 إلى عام 2001.

## روابط خارجية
- المفوضة جو آن هارديستي على موقع مدينة بورتلاند